# Чезаре I Гонзага
Чезаре I Гонзага (итал. Cesare I Gonzaga; 1530 — 17 февраля 1575, Гвасталла) — граф Гвасталлы в 1557—1575 годах и герцог Амальфи из династии Гонзага.

## Биография
Чезаре I Гонзага был старшим сыном итальянского кондотьера и военачальника императора Священной Римской империи Карла V, Ферранте I Гонзага и его супруги Изабеллы Ди Капуа. От матери он унаследовал титул герцога Амальфийского, был также герцогом Ариано и князем Мольфетты.
21 мая 1558 года Чезаре I Гонзага назначается королём Филиппом II командующим испанскими войсками в Северной Италии. Чезаре Гонзага был также членом Ватиканской Академии Ночей. В Мантуе он основывает «Академию влюблённых (Accademia degli Invaghiti)», во дворце, унаследованном им от отца.
В 1567—1568 годах Чезаре переезжает из Мантуи в Гвасталлу, где остаётся до своей смерти и в которой проводит обширные архитектурно-строительные преобразования.
Долгое время его любовницей была Диана ди Кордона.

## Семья
12 марта 1560 года герцог Чезаре вступил в брак с Камиллой Борромео, сестрой кардинала Карло Борромео и племянницей папы римского Пия IV из рода Медичи. В том браке родились сыновья:
- Сципионе Гонзага, кардинал
- Ферранте II Гонзага, граф (с 1621 года — герцог) Гвасталла.
- Маргарита Гонзага, герцогиня Сабьонетта